# Infrantenna fissilis
Infrantenna fissilis (лат.) — вид жуков-капюшонников, единственный в составе рода Infrantenna из семейства Bostrichidae. Эндемик Таиланда.

## Описание
Жуки-капюшонники мелких размеров, длина тела самца от 3,3 до 3,6 мм, самка от 4 до 4,5 мм. Основная окраска тела коричневая. Голова, переднеспинка, передние и средние голени и лапки, вентральная сторона красновато-коричневые, верхняя губа, усики, диск надкрылий, передние и средние бёдра и все задние ноги коричневые, переднеспинка и надкрылья постепенно темнеют соответственно спереди и сзади, скат надкрылий темно-коричневый. Член трибы Xyloperthini, характеризующийся удлиненными сегментами булавы усиков, мандибулами, перекрещенными на концах, и пластинчатым межтазовым отростком первого брюшного вентрита. Этот таксон отличается от других родов Xyloperthini следующим сочетанием признаков: лоб слабовыпуклый, без пучка длинных, направленных вверх волосков на голове у обоих полов. Усиковые ямки прикрепляются к нижнему межлатеральному краю глаз ниже лобно-клипеального шва; глаза сильно отодвинуты от щёк. Задняя часть диска надкрылий без ребер и зубцов, нижнелатеральный край ската надкрылий сильно приподнят, образуя ложную эпиплевру; скат надкрылий самки с глубокими щелями, выходящими немного выше середины ската, отделяющими наружную часть ската от пары удлиненных, приподнятых и бороздчатых шовных лопастей; задний край 5-го брюшного вентрита у самки сильно выемчатый; 5-й брюшной вентрит самца с плевральной частями.

## Распространение
Северный Таиланд: провинция Мэхонгсон.

## Систематика
Вид был впервые описан в 2022 году энтомологами Тайваня (Lan-Yu Liu) и Таиланда (Wisut Sittichaya). Infrantenna можно отличить от всех других родов трибы Xyloperthini сочетанием лба с одним длинным волоском с каждой стороны рядом с глазами, усиковыми ямками, расположенными очень низко на голове ниже лобно-клипеального шва, 10-члениковых усиков с двумя С-образными сенсорные поля у переднего края 1-го и 2-го булавовидных сегментов, без латерального валика переднеспинки, у самки с глубокими щелями на скате надкрылий и сильно выемчатым 5-м брюшным вентритом, а у самца с плевральными частями 5-го брюшного вентрита. Пять родов филогенетически близки с Infrantenna по форме и морфологии. Psicula Lesne, 1941 морфологически наиболее близок роду Infrantenna. Он имеет сходные модификации вершины ската надкрылий и последнего брюшного вентрита самки и имеет сходное распространение. Однако у Psicula усики девятичлениковые и, как и у всех других сравниваемых родов, более дорсальное расположение усиковой ямки. В последнем вентрите самца также отсутствуют плевральные кусочки. Африканский род Xylion отличается модификациями брюшных вентритов самок с различной модификацией от 3-го до 5-го вентритов. Австралийский род Xylobosca Lesne, 1901 отличается половым диморфизмом лба, увеличенным первым брюшным вентритом самки и наиболее широким к середине передним краем. У североамериканского рода Xyloblaptus Lesne, 1901, который является единственным родом с цельной декливитальной вершиной у обоих полов, отсутствуют плевральные части у самцов и самая широкая передняя кость ближе к середине. Передние голени средиземноморского рода Xylopertha  Guérin-Méneville, 1845 имеет ту же форму, что и Infrantenna, но отличается девятичлениковым усиком и более высоким положением усиков.